# Szentmiklós (városrész)
Szentmiklós Pécs városrésze a Mecsekoldalban, Patacs és Zsebedomb között.

## Története
Már a 14. század elején templomos hely volt. Enyesd (Enyezd) falu az egykori Uzdóc falu közelében fekhetett, a mai Patacstól északnyugatra. Az enyezdi szőlőket 1334-ben az ürögi pálos remeték átadták a patacsi Szent Miklós plébániának. Vagyis az elpusztult Enyesd falu Szentmiklós közelében fekvő település volt. Szentmiklós középkori falu a török megszállás végére elnéptelenedett. A törökök kiűzése után e néven itt már nem alakult település. Egykori lakossága a közeli falvakba, főleg Patacsra és Cserkútra húzódhatott. A patacsiak szerint az elpusztult falu határának fele a pécsi káptalan, másik fele a patacsiak birtokába került.
Szentmiklós területének klímája kedvez a szőlőtermesztésnek. Ennek is köszönhető, hogy a PTE Szőlészeti és Borászati Kutatóintézetet itt létesítették.